# Haustür Schäfflesmarkt 8 (Nördlingen)

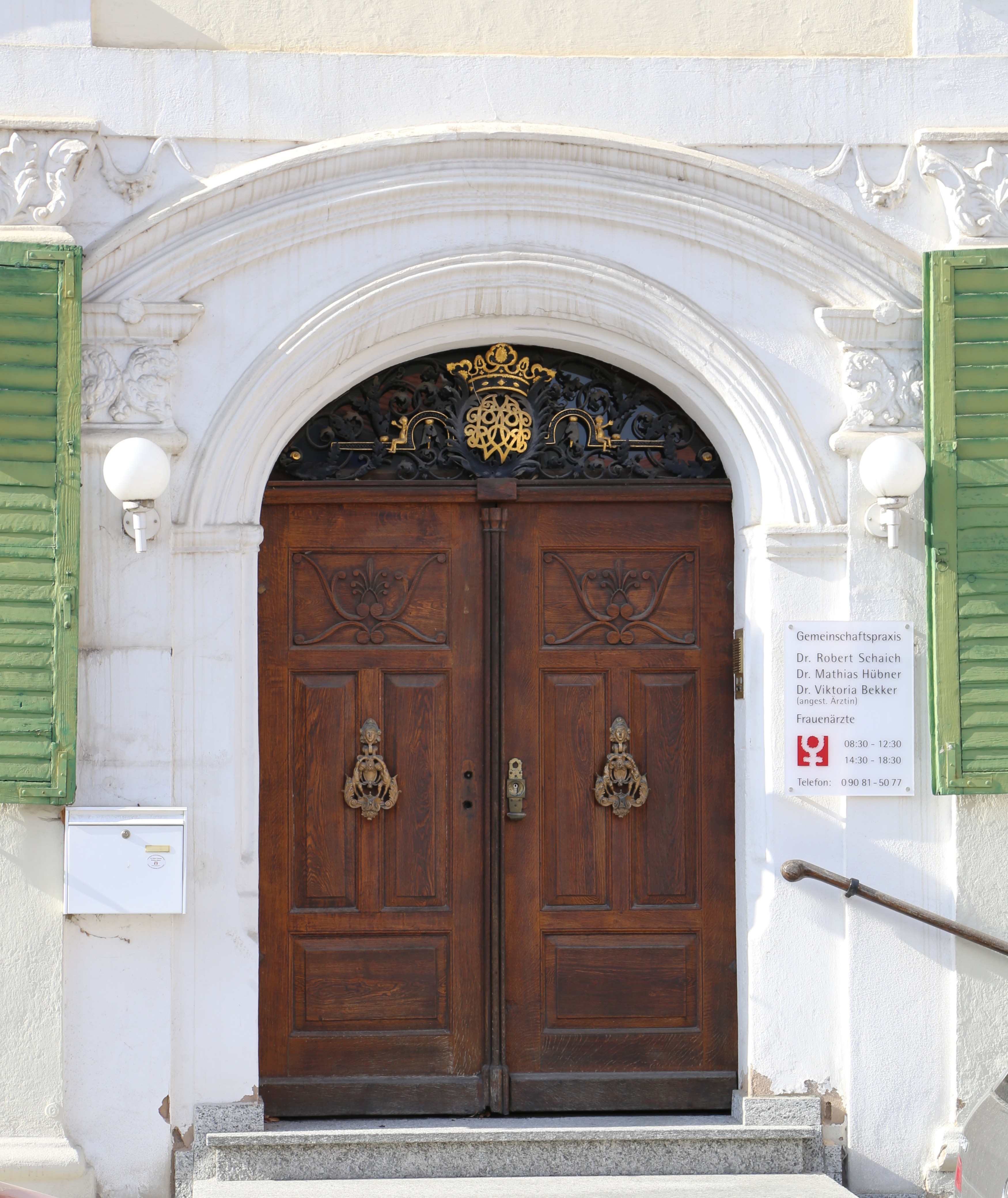
Haustür Schäfflesmarkt 8 in Nördlingen

Die Haustür Schäfflesmarkt 8 in Nördlingen, einer Stadt im schwäbischen Landkreis Donau-Ries in Bayern, wurde 1710/11 geschaffen. Die Haustür des Böhmschen Hauses ist ein geschütztes Baudenkmal.
Die zweiflügelige Holztür mit Schnitzdekor hat ein rundbogiges Oberlicht und davor ein schmiedeeisernes Gitter mit Monogramm, Krone und menschlichen Figuren. 
Die zwei Türklopfer aus Bronze sind aus späterer Zeit.